# Čan Chao-čching
Čan Chao-čching (známá jako Angel Chan, čínsky tradičně: 詹皓晴, pinyin: Zhān Hàoqíng, anglicky Chan Hao-ching; * 19. září 1993 Tung-š') je tchajwanská profesionální tenistka, specialistka na soutěže čtyřhry. Ve své dosavadní kariéře na okruhu WTA Tour vyhrála dvacet jedna deblových turnajů, když poprvé triumfovala se sestrou na Shenzhen Open 2013. Třikrát se probojovala do finále čtyřhry na pattayském Thailand Open.
V rámci série WTA 125 zvítězila ve dvou čtyřhrách a na okruhu ITF získala osm deblových titulů. Do druhého společného turnaje nastoupila s Rumunkou Monicou Niculescuovou ve Wimbledonu 2017. V ženském deblu prošly do finále, kde je deklasoval ruský pár Jekatěrina Makarovová a Jelena Vesninová, když v 55minutovém duelu neuhrály ani jeden game.
Na žebříčku WTA byla ve dvouhře nejvýše klasifikována v dubnu 2013 na 1097. místě a ve čtyřhře pak v červnu 2016 na 5. místě. Trénuje ji otec Čan Juan-Ljang.
V tchajwanském týmu Billie Jean King Cupu debutovala v roce 2015 jako 21letá utkáním čtyřhry zóny Asie a Oceánie proti Thajsku, v němž po boku Lee Ja-hsuan nestačila ve dvou setech na dvojici Peangtarn Plipuečová a Tamarine Tanasugarnová. Tchajwanky v sérii prohrály celkově 1:2 na zápasy. Do února 2024 v soutěži nastoupila k patnácti mezistátním utkáním s bilancí 1–1 ve dvouhře a 12–2 ve čtyřhře.
Tchaj-wan reprezentovala na Letních olympijských hrách 2016 v Riu de Janeiru, kde v ženské čtyřhře vytvořila se sestrou Čan Jung-žan třetí nasazený pár. Po výhře nad Britkami Heather Watsonovou a Johannou Kontaovou postoupily do čtvrtfinále. V něm nestačily na pozdější stříbrné olympijské medailistky Timeu Bacsinszkou s Martinou Hingisovou ze Švýcarska.
Její starší sestrou je profesionální tenistka Latisha Chan, dříve hrající pod jménem Čan Jung-žan, s niž na některých turnajích nastupuje do čtyřhry.

## Finále na Grand Slamu

### Ženská čtyřhra: 1 (0–1)
| Stav       | rok  | turnaj    | povrch | spoluhráčka         | soupeřky ve finále                     | výsledek |
| ---------- | ---- | --------- | ------ | ------------------- | -------------------------------------- | -------- |
| Finalistka | 2017 | Wimbledon | tráva  | Monica Niculescuová | Jelena Vesninová Jekatěrina Makarovová | 0–6, 0–6 |

### Smíšená čtyřhra: 3 (0–3)
| Stav       | rok  | turnaj    | povrch | spoluhráč     | soupeři ve finále                     | výsledek         |
| ---------- | ---- | --------- | ------ | ------------- | ------------------------------------- | ---------------- |
| Finalistka | 2014 | Wimbledon | tráva  | Max Mirnyj    | Nenad Zimonjić Samantha Stosurová     | 4–6, 2–6         |
| Finalistka | 2017 | US Open   | tvrdý  | Michael Venus | Martina Hingisová Jamie Murray        | 1–6, 6–4, [8–10] |
| Finalistka | 2019 | US Open   | tvrdý  | Michael Venus | Jamie Murray Bethanie Mattek-Sandsová | 2–6, 3–6         |

## Finále na okruhu WTA Tour
| Legenda                                          |
| ------------------------------------------------ |
| D – dvouhra; Č – čtyřhra                         |
| Grand Slam (0–1 Č)                               |
| Turnaj mistryň (0)                               |
| Premier Mandatory & Premier 5 / WTA 1000 (2–5 Č) |
| Premier / WTA 500 (6–11 Č)                       |
| International / WTA 250 (13–3 Č)                 |

### Čtyřhra: 41 (21–20)
| Stav       | č.  | datum             | turnaj                                | kategorie         | povrch     | spoluhráčka             | soupeřky ve finále                            | výsledek               |
| ---------- | --- | ----------------- | ------------------------------------- | ----------------- | ---------- | ----------------------- | --------------------------------------------- | ---------------------- |
| Finalistka | 1.  | 12. února 2012    | Pattaya, Thajsko                      | International     | tvrdý      | Čan Jung-žan            | Sania Mirzaová Anastasia Rodionovová          | 6–3, 1–6, [8–10]       |
| Finalistka | 2.  | 4. března 2012    | Kuala Lumpur, Malajsie                | International     | tvrdý (h)  | Rika Fudžiwarová        | Čang Kchaj-čen Čuang Ťia-žung                 | 5–7, 4–6               |
| Vítězka    | 1.  | 5. ledna 2013     | Šen-čen, Čína                         | International     | tvrdý      | Čan Jung-žan            | Iryna Burjačoková Valerija Solovjovová        | 6–0, 7–5               |
| Vítězka    | 2.  | 4. května 2013    | Oeiras, Portugalsko                   | International     | antuka     | Kristina Mladenovicová  | Darija Juraková Katalin Marosiová             | 7–6(7–3), 6–2          |
| Finalistka | 3.  | 5. srpna 2013     | Carlsbad, Spojené státy               | Premier           | tvrdý      | Janette Husárová        | Raquel Kopsová-Jonesová Abigail Spearsová     | 4-6, 1-6               |
| Finalistka | 4.  | 28. září 2013     | Tokio, Japonsko                       | Premier 5         | tvrdý      | Liezel Huberová         | Cara Blacková Sania Mirzaová                  | 6–4, 0–6, [9–11]       |
| Finalistka | 5.  | 6. dubna 2014     | PremierCharleston, Spojené státy      | Premier           | antuka (z) | Čan Jung-žan            | Anabel Medina Garrigues Jaroslava Švedovová   | 6–7(4–7), 2–6          |
| Vítězka    | 3.  | 20. dubna 2014    | Kuala Lumpur, Malajsie                | International     | tvrdý      | Tímea Babosová          | Čan Jung-žan Čeng Saj-saj                     | 6-3, 6-4               |
| Vítězka    | 4.  | 21. června 2014   | Eastbourne, Spojené království        | Premier           | tráva      | Čan Jung-žan            | Martina Hingisová Flavia Pennettaová          | 6-3, 5-7, [10-7]       |
| Vítězka    | 5.  | 15. února 2015    | Pattaya, Thajsko                      | International     | tvrdý      | Čan Jung-žan            | Šúko Aojamová Tamarine Tanasugarnová          | 2–6, 6–4, [10–3]       |
| Vítězka    | 6.  | 23. května 2015   | Norimberk, Německo                    | International     | antuka     | Anabel Medina Garrigues | Lara Arruabarrenová Ioana Raluca Olaruová     | 6–4, 7–6(7–5)          |
| Vítězka    | 7.  | 23. srpna 2015    | Cincinnati, Spojené státy             | Premier 5         | tvrdý      | Čan Jung-žan            | Casey Dellacquová Jaroslava Švedovová         | 7–5, 6–4               |
| Vítězka    | 8.  | 19. září 2015     | Tokio, Japonsko                       | International     | tvrdý      | Čan Jung-žan            | Kurumi Naraová Misaki Doiová                  | 6–1, 6–2               |
| Finalistka | 6.  | 26. září 2015     | Tokio, Japonsko                       | Premier           | tvrdý      | Čan Jung-žan            | Garbiñe Muguruzaová Carla Suárezová Navarrová | 5–7, 1–6               |
| Finalistka | 7.  | 10. října 2015    | Peking, Čína                          | Premier Mandatory | tvrdý      | Čan Jung-žan            | Martina Hingisová Sania Mirzaová              | 7–6(11–9), 1–6, [8–10] |
| Vítězka    | 9.  | 14. února 2016    | Kao-siung, Tchaj-wan                  | International     | tvrdý      | Čan Jung-žan            | Eri Hozumiová Miju Katová                     | 6–4, 6–3               |
| Vítězka    | 10. | 27. února 2016    | Dauhá, Katar                          | Premier 5         | tvrdý      | Čan Jung-žan            | Sara Erraniová Carla Suárezová Navarrová      | 6–3, 6–3               |
| Finalistka | 8.  | 25. června 2016   | Eastbourne, Spojené království        | Premier           | tráva      | Čan Jung-žan            | Darija Juraková Anastasia Rodionovová         | 7–5, 6–7(4–7), [6–10]  |
| Vítězka    | 11. | 16. října 2016    | Hongkong, Čína                        | International     | tvrdý      | Čan Jung-žan            | Naomi Broadyová Heather Watsonová             | 6–3, 6–1               |
| Vítězka    | 12. | 5. února 2017     | Tchaj-pej, Tchaj-wan (2)              | International     | tvrdý      | Čan Jung-žan            | Lucie Hradecká Kateřina Siniaková             | 6–4, 6–2               |
| Finalistka | 9.  | 27. května 2017   | Štrasburk, Francie                    | International     | antuka     | Čan Jung-žan            | Ashleigh Bartyová Casey Dellacquová           | 4–6, 2–6               |
| Finalistka | 10. | 25. června 2017   | Birmingham, Spojené království        | Premier           | tráva      | Čang Šuaj               | Ashleigh Bartyová Casey Dellacquová           | 1–6, 6–2, [8–10]       |
| Finalistka | 11. | 15. července 2017 | Wimbledon, Londýn, Spojené království | Grand Slam        | tráva      | Monica Niculescuová     | Jekatěrina Makarovová Jelena Vesninová        | 0–6, 0–6               |
| Vítězka    | 13. | 15. října 2017    | Hongkong, Čína (2)                    | International     | tvrdý      | Čan Jung-žan            | Lu Ťia-ťing Wang Čchiang                      | 6–1, 6–1               |
| Vítězka    | 14. | 23. února 2018    | Dubaj, SAE                            | Premier           | tvrdý      | Jang Čao-süan           | Sie Šu-wej Pcheng Šuaj                        | 4–6, 6–2, [10–6]       |
| Finalistka | 12. | 5. ledna 2019     | Brisbane, Austrálie                   | Premier           | tvrdý      | Latisha Chan            | Nicole Melicharová Květa Peschkeová           | 1–6, 1–6               |
| Vítězka    | 15. | 12. ledna 2019    | Hobart, Austrálie                     | International     | tvrdý      | Latisha Chan            | Kirsten Flipkensová Johanna Larssonová        | 6–3, 3–6, [10–6]       |
| Vítězka    | 16. | 16. února 2019    | Dauhá, Katar                          | Premier           | tvrdý      | Latisha Chan            | Anna-Lena Grönefeldová Demi Schuursová        | 6–1, 3–6, [10–6]       |
| Vítězka    | 17. | 29. června 2019   | Eastbourne, Spojené království (2)    | Premier           | tráva      | Latisha Chan            | Kirsten Flipkensová Bethanie Mattek-Sandsová  | 2–6, 6–3, [10–6]       |
| Vítězka    | 18. | 22. září 2019     | Ósaka, Japonsko                       | Premier           | tvrdý      | Latisha Chan            | Sie Šu-wej Sie Jü-ťie                         | 7–5, 7–5               |
| Finalistka | 13. | 7. února 2021     | Melbourne, Austrálie                  | WTA 500           | tvrdý      | Latisha Chan            | Kateřina Siniaková Barbora Krejčíková         | 3–6, 6–7(4–7)          |
| Finalistka | 14. | 7. srpna 2022     | San José, Spojené státy               | WTA 500           | tvrdý      | Šúko Aojamová           | Sü I-fan Jang Čao-süan                        | 5–7, 0–6               |
| Vítězka    | 19. | 5. února 2023     | Hua Hin, Thajsko                      | WTA 250           | tvrdý      | Wu Fang-sien            | Wang Sin-jü Ču Lin                            | 6–1, 7–6(8–6)          |
| Finalistka | 15. | 12. února 2023    | Abú Zabí, Spojené arabské emiráty     | WTA 500           | tvrdý      | Šúko Aojamová           | Luisa Stefaniová Čang Šuaj                    | 6–3, 2–6, [8–10]       |
| Finalistka | 16. | 25. února 2023    | Dubaj, Spojené arabské emiráty        | WTA 1000          | tvrdý      | Latisha Chan            | Veronika Kuděrmetovová Ljudmila Samsonovová   | 4–6, 7–6(7–4), [1–10]  |
| Finalistka | 17. | 8. října 2023     | Peking, Čína                          | WTA 1000          | tvrdý      | Giuliana Olmosová       | Sara Sorribesová Tormová Marie Bouzková       | 6–3, 0–6, [4–10]       |
| Vítězka    | 20. | 13. ledna 2024    | Hobart, Austrálie (2)                 | WTA 250           | tvrdý      | Giuliana Olmosová       | Kuo Chan-jü Ťiang Sin-jü                      | 6–3, 6–3               |
| Vítězka    | 21. | 21. dubna 2024    | Stuttgart, Německo                    | WTA 500           | antuka (h) | Veronika Kuděrmetovová  | Ulrikke Eikeriová Ingrid Neelová              | 4–6, 6–3, [10–2]       |
| Finalistka | 18. | 23. června 2024   | Berlín, Německo                       | WTA 500           | tráva      | Veronika Kuděrmetovová  | Wang Sin-jü Čeng Saj-saj                      | 2–6, 5–7               |
| Finalistka | 19. | 29. června 2024   | Bad Homburg, Německo                  | WTA 500           | tráva      | Veronika Kuděrmetovová  | Nicole Melichar-Martinezová Ellen Perezová    | 6–4, 3–6, [8–10]       |
| Finalistka | 20. | 6. října 2024     | Peking, Čína                          | WTA 1000          | tvrdý      | Veronika Kuděrmetovová  | Sara Erraniová Jasmine Paoliniová             | 4–6, 4–6               |

## Finále série WTA 125
| Legenda                  |
| ------------------------ |
| D – dvouhra; Č – čtyřhra |
| WTA 125 (2–0 Č)          |

### Čtyřhra: 2 (2–0)
| Stav    | č. | datum             | turnaj               | povrch      | spoluhráčka            | soupeřky ve finále              | výsledek         |
| ------- | -- | ----------------- | -------------------- | ----------- | ---------------------- | ------------------------------- | ---------------- |
| Vítězka | 1. | 29. října 2012    | Tchaj-pej, Tchaj-wan | koberec (h) | Kristina Mladenovicová | Čang Kchaj-čen Olga Govorcovová | 5–7, 6–2, [10–8] |
| Vítězka | 2. | 3. listopadu 2014 | Tchaj-pej, Tchaj-wan | koberec (h) | Čan Jung-žan           | Čang Kchaj-čen Čuang Ťia-žung   | 6–4, 6–3         |

## Finále na okruhu ITF
| $100 000 tournaments |
| $75 000 tournaments  |
| $50 000 tournaments  |
| $25 000 tournaments  |
| $10 000 tournaments  |

### Čtyřhra: 9 (6–3)
| Stav       | č. | datum             | turnaj                  | povrch | spoluhráčka      | soupeřky ve finále                       | výsledek          |
| ---------- | -- | ----------------- | ----------------------- | ------ | ---------------- | ---------------------------------------- | ----------------- |
| Vítězka    | 1. | 3. listopadu 2007 | Taoyuan City, Tchaj-wan | tvrdý  | Čan Jung-žan     | Sie Šu-jing Sie Šu-wej                   | 6–1, 2–6, [14–12] |
| Finalistka | 2. | 7. srpna 2010     | Balikpapan, Indonésie   | tvrdý  | Kchao Šao-jüan   | Aju-Fani Damajantiová Lavinia Tanantaová | 6–4, 7–5          |
| Finalistka | 3. | 9. října 2010     | Jakarta, Indonésie      | tvrdý  | Che S'-žuej      | Sandy Gumuljaová Moe Kawatoková          | 7–6(7–3), 7–5     |
| Vítězka    | 4. | 1. května 2011    | Gifu, Japonsko          | tvrdý  | Čan Jung-žan     | Noppavan Lertčívakarnová Erika Semaová   | 6–2, 6–3          |
| Vítězka    | 5. | 28. května 2011   | Čchangwon, Jižní Korea  | tvrdý  | Čeng Saj-saj     | Jurika Semaová Erika Takaová             | 6–2, 4–6, [11–9]  |
| Vítězka    | 6. | 4. června 2011    | Kimčchon, Jižní Korea   | tvrdý  | Remi Tezukaová   | Kim Či-jong Ju Mi                        | 7–5, 6–4          |
| Vítězka    | 7. | 5. srpna 2011     | Peking, ČLR             | tvrdý  | Čan Jung-žan     | Teťjana Lužanská Čeng Saj-saj            | 6–2, 6–3          |
| Finalistka | 8. | 13. srpna 2011    | Tchaj-pej, Tchaj-wan    | tvrdý  | Čchen I          | Kchao Šao-jüan Peangtarn Plipuečová      | 6–3, 6–4          |
| Vítězka    | 9. | 6. ledna 2012     | Kanton, ČLR             | tvrdý  | Rika Fudžiwarová | Kimiko Dateová Čang Šuaj                 | 4–6, 6–4, [10–7]  |